# Baltic Queen
Die Baltic Queen ist ein Fährschiff, das von Tallink im Linienverkehr zwischen Stockholm und Tallinn eingesetzt wird. Die Baltic Queen wurde am 16. April 2009 an Tallink ausgeliefert.
Baugleiche Fährschiffe sind Baltic Princess und Galaxy I.

## Geschichte
Das Schiff wurde am 11. April 2007 bei der Werft STX Europe bestellt. Damals blieb die Frage offen, wo das Schiff eingesetzt wird. Erst am 5. November teilte Enn Pant, der Vorstandsvorsitzende der Tallink, mit, dass das neue Schiff am wahrscheinlichsten die zur Reparatur geplante Silja Europa auf der Strecke Turku – Mariehamn – Stockholm ersetzen wird. Die Kiellegung des Schiffes mit der Baunummer 1365 fand am 22. April 2008 in auf der Werft Rauma statt und Stapellauf erfolgte Ende des Jahres, am 5. Dezember. Das Schiff wurde am selben Tag von der vierjährigen Enkelin des Chefs der Tallink Silja Oy Keijo Mehtose Mea Mehtonen auf den Namen Baltic Queen (dt. Ostseekönigin) getauft. Ab dem 24. April 2009 wurde das Schiff auf der Route Tallinn – Mariehamn – Stockholm eingesetzt. Am 26. November 2009 wechselte das Schiff auf die Route Stockholm – Långnäs – Åbo, die das Schiff bis zum 19. Dezember 2009 bediente. Ab dem 20. Dezember 2009 bediente das Schiff wieder die Route Tallinn – Mariehamn – Stockholm. Vom 31. Oktober 2010 bis zum 11. November 2010 bediente es erneut die Route Stockholm – Långnäs – Åbo. Am 12. November 2010 wechselte das Schiff erneut auf die Route Tallinn – Mariehamn – Stockholm. Seit dem 7. August 2014 bedient die Baltic Queen die Route Helsinki – Tallinn. Vom 6. Juni bis zum 8. Juni 2015 wurde das Schiff auf der Route Helsinki – Riga eingesetzt. 

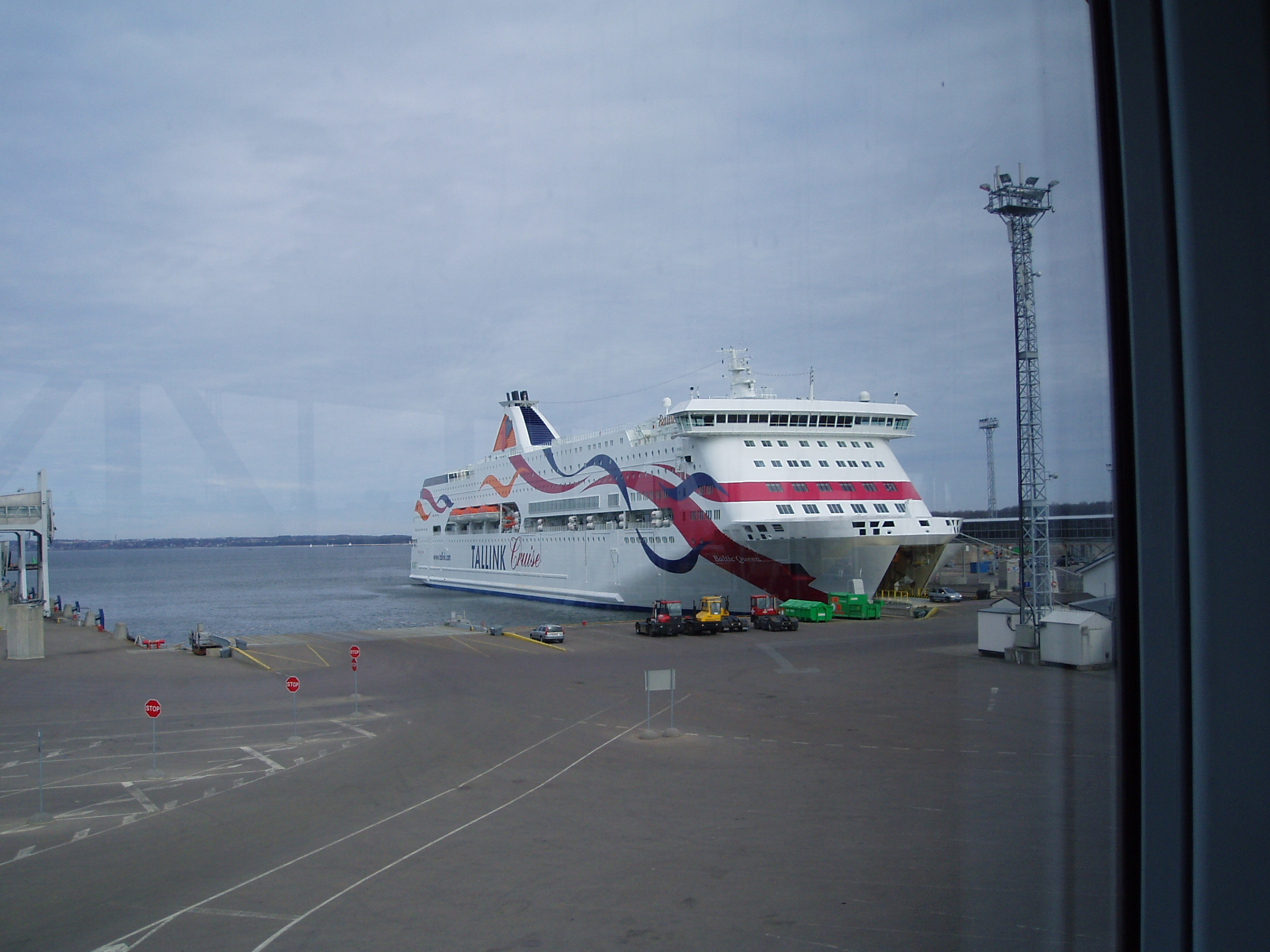
Die Baltic Queen, kurz nach der Indienststellung
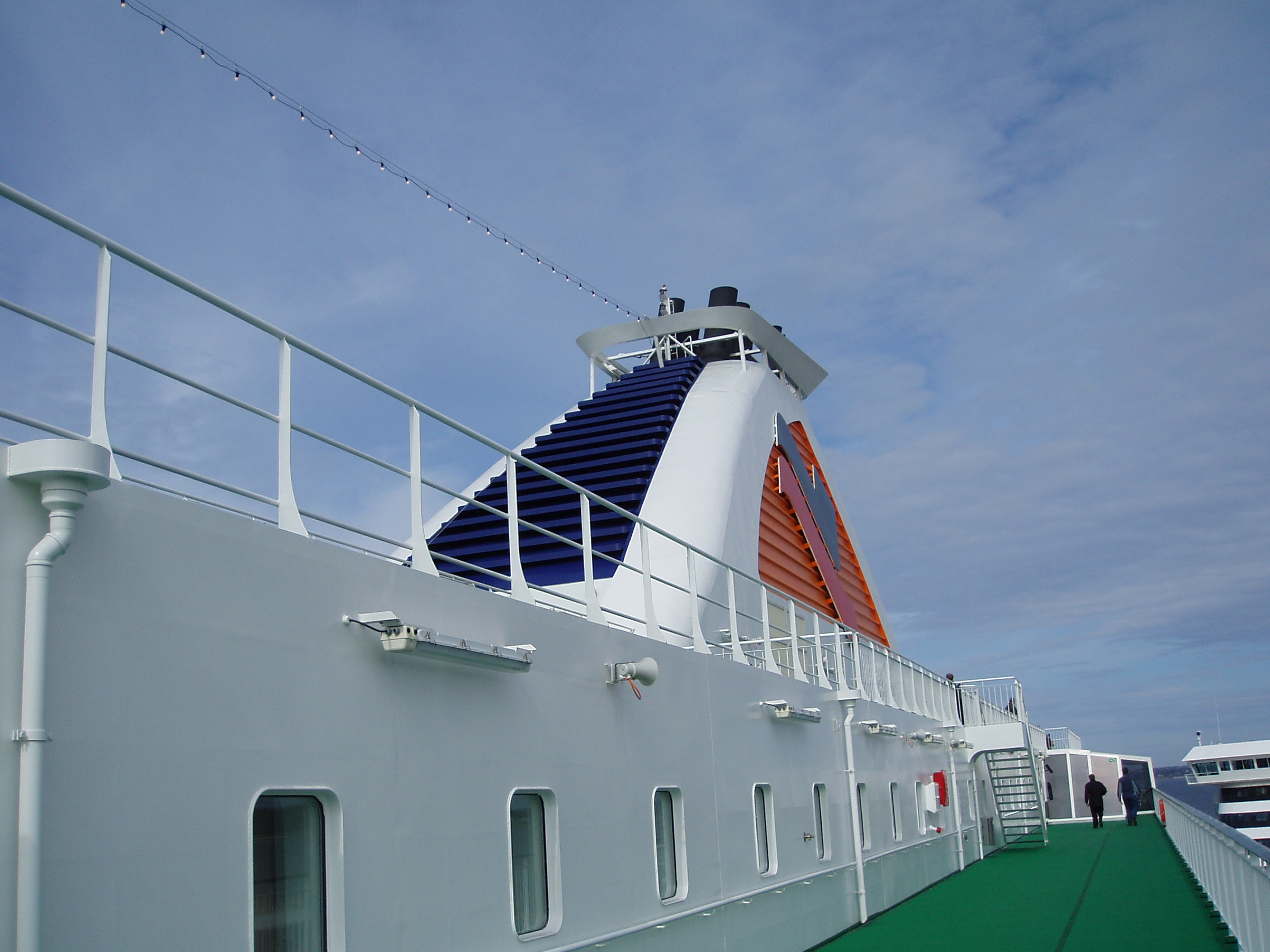
Schornstein mit Tallink-Logo
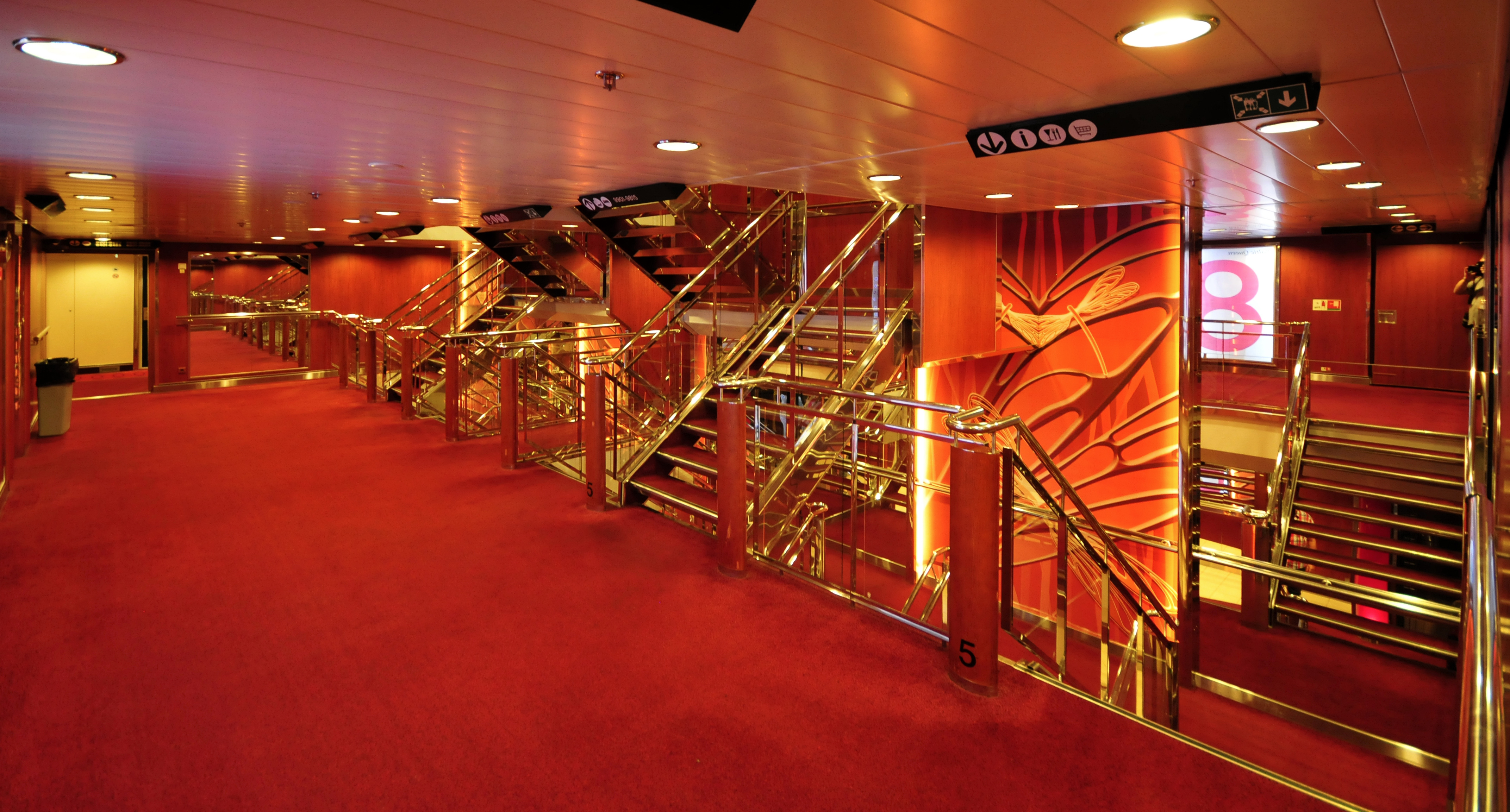
Treppenhaus